# توماس ریچاردز
توماس ریچاردز (انگلیسی: Thomas Richards; ۸ ژانویهٔ ۱۸۹۹ – ۴ ژانویهٔ ۱۹۴۶) تدوین‌گر اهل ایالات متحده آمریکا بود.

## فیلم‌شناسی
- خطرناک
- پرچم‌های سفید
- شاهین مالت
- حیوان نر